# Jorge Bontemps
Jorge Alberto Bontemps (Santa Fe, 21 de agosto de 1977- id. 13 de abril de 2010) fue un futbolista argentino que jugó en los clubes Colón de Santa Fe y Huracán.

## Clubes
| Club              | País      | Año       |
| ----------------- | --------- | --------- |
| Colón de Santa Fe | Argentina | 1999-2004 |
| Huracán           | Argentina | 2004-2006 |